# Zamek Ronow
Zamek Ronow (niem. Rohnau, cz. Ronov) – średniowieczny zamek istniejący co najmniej od 1262 r. do 1399, później, aż do dziś w stanie ruiny. Znajduje się w Trzcińcu (dzielnica Bogatyni).

## Położenie
Ruiny zamku znajdują się na wierzchołku wzgórza leżącego na północ od Trzcińca, niedaleko prawego brzegu Nysy Łużyckiej. 

## Historia
Pierwsza pisemna informacja o zamku znajduje się w dokumencie z 1262 r., w którym jest mowa o burgrabim Konradzie z Ronowa. Zamek kontrolował ówczesny szlak handlowy Praga - Zgorzelec. Ponieważ pod koniec XIV w. fortyfikacja stała się siedzibą rycerza-rozbójnika, to oddziały Związku Sześciu Miast po udanym oblężeniu zdobyły zamek w styczniu 1399, a następnie go zniszczyły. Zamek nie został nigdy odbudowany. Pierwsi stali mieszkańcy pojawili się w nim ponownie w roku 1794, gdy w obrębie ruin wzniesiono budynek leśniczówki, przekształcony w XIX w. w gospodę, działającą do II wojny światowej, po której została zniszczona.
Na podstawie zachowanych pozostałości fortyfikacji badacze stwierdzili obecność podzamcza  przylegającego od południa do otoczonego fosą i wałem zamku, który z kolei składał się z dwóch części: głównej północnej, w której zidentyfikowano pozostałości dwóch budynków, w tym jednego z zachowaną piwnicą oraz południowej. Obie części rozdzielał mur obronny.